# Weiler bei Monzingen

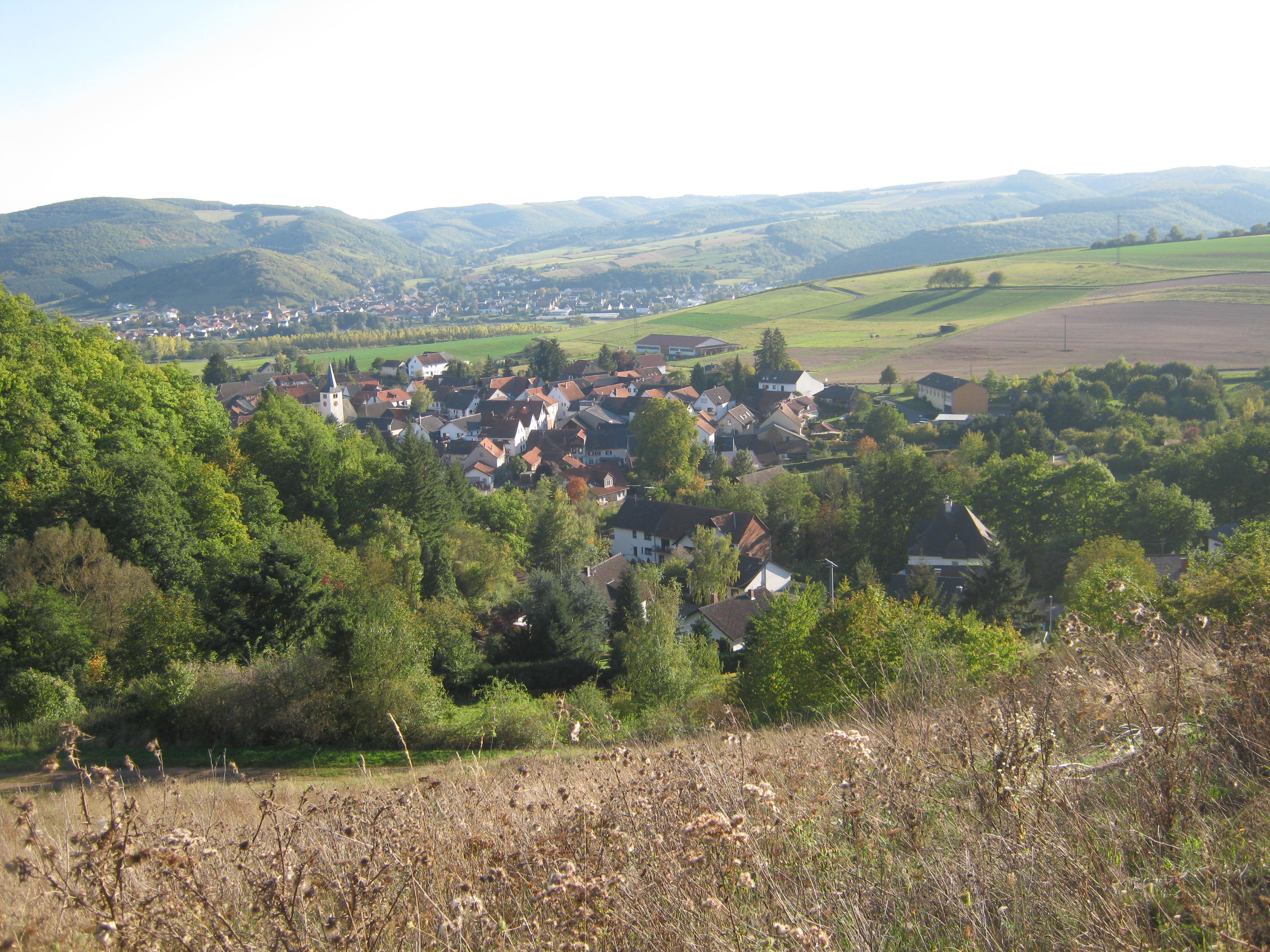
Ortsansicht von Norden, im Hintergrund Merxheim

Weiler bei Monzingen ist eine Ortsgemeinde im Landkreis Bad Kreuznach in Rheinland-Pfalz. Sie gehört der Verbandsgemeinde Nahe-Glan an.

## Geographie
Das Winzerdorf liegt am Südrand des Hunsrücks, im Tal der Nahe, etwa einen Kilometer vom Fluss entfernt. Im Osten befindet sich Monzingen, im Süden auf der anderen Naheseite Merxheim und westlich liegt Martinstein.
Zu Weiler bei Monzingen gehören auch die Wohnplätze Gonratherhof und Akazien-Hof.

## Bevölkerung
Die Entwicklung der Einwohnerzahl von Weiler bei Monzingen, die Werte von 1871 bis 1987 beruhen auf Volkszählungen:
| Jahr | Einwohner |
| ---- | --------- |
| 1815 | 567       |
| 1835 | 730       |
| 1871 | 603       |
| 1905 | 545       |
| 1939 | 487       |
| 1950 | 555       |
| 1961 | 530       |

| Jahr | Einwohner |
| ---- | --------- |
| 1970 | 475       |
| 1987 | 453       |
| 1997 | 473       |
| 2005 | 469       |
| 2011 | 471       |
| 2017 | 446       |
| 2023 | 443       |

## Politik

### Ortsbürgermeister
Die Stelle ist derzeit vakant. Die Aufgaben werden durch die Beigeordneten wahrgenommen.
Ortsbürgermeisterin war bis 2024 Daniela Bohl-Veldenzer. Bei der Kommunalwahl am 26. Mai 2019 wurde sie mit einem Stimmenanteil von 95,75 % in ihrem Amt bestätigt, das sie seit der einstimmigen Wahl durch den Gemeinderat am 3. Mai 2018 ausübte.

### Wappen
| Wappen von Weiler bei Monzingen | Blasonierung: „Von Gold über Schwarz geteilt, oben ein roter Schrägrechtsbalken, unten eine goldene Schnalle.“ |
| Wappen von Weiler bei Monzingen | Wappenbegründung: Die Schnalle entstammt dem Wappen der Herren von Schmidtburg, der Schrägbalken dem der Markgrafen von Baden. „Weiler war bis um 1800 reichsritterschaftliche Besitzung und gehörte zuletzt dem Markgrafen von Baden. Der Markgraf von Baden führte als Wappen in Gold einen roten Schrägrechtsbalken. Zu Beginn des 18. Jahrhunderts hatten sich die Besitzverhältnisse in Weiler so geändert, dass als gemeinsame Herren die Grafen von Schönborn, die Herren von der Leyen, von Steinkallenfels und von Schmidtburg genannt werden. Nach der Empfehlung des Landeshauptarchives Koblenz wurde im unteren Schildteil die Schmidtburger Schnalle aufgenommen, da die Schmidtburger doch die stärkere örtliche Tradition zu haben scheinen.“ |

## Wirtschaft und Infrastruktur
Südlich des Ortes verlaufen unweit die Nahetalbahn und die Bundesstraße 41.